# Philip Isett
Philip J. Isett (* 1986)  ist ein US-amerikanischer Mathematiker, der sich mit partiellen Differentialgleichungen (PDE) befasst, insbesondere mit Regularitätsproblemen bei PDE der Hydrodynamik.
Isett studierte an der University of Maryland at College Park mit dem Bachelor of Arts und Bachelor of Science 2008. Er wurde 2013 bei Sergiu Klainerman an der Princeton University  promoviert.  Als Post-Doktorand war er Moore-Instructor am Massachusetts Institute of Technology und Post-Doctoral Scholar der National Science Foundation. Er war ab 2016 Assistant Professor an der University of Texas at Austin und ist ab 2018 Professor am Caltech.
Ihm gelang 2017 die vollständige Lösung des Onsager-Problems (Lars Onsager 1949). Dabei geht es um eine Schranke von einem Drittel für den Exponenten der Hölder-Stetigkeit bei schwachen Lösungen der dreidimensionalen inkompressiblen Eulergleichung der Hydrodynamik. Unterhalb der Schranke wies er schwache Lösungen mit Verletzung der Energieerhaltung (betrachtet wird die kinetischen Energie) nach (sog. anomale Dissipation), was schon Onsager vermutete. Onsager vermutete allgemein, dass die Eulergleichung – obwohl Grenzfall der Navier-Stokes Gleichung ohne innere Reibung (Viskosität) – turbulenzähnliche Phänomene zeigt wie anomale Dissipation und starke Fluktuationen in der Geschwindigkeit. Oberhalb der Schranke war zuvor Energieerhaltung bewiesen worden. Isett benutzte Methoden der konvexen Integration, die  Camillo De Lellis und László Székelyhidi bei Untersuchungen zur Eulergleichung eingeführt hatten. Wichtige Vorarbeiten stammten auch unter anderem von Tristan Buckmaster und Vlad Vicol. Isett untersuchte auch was genau lokal bei der anomalen Dissipation der Eulergleichungen abläuft.
Die von Isett gefundenen pathologischen Lösungen mit anomaler Dissipation können zu festen Anfangsbedingungen sogar positives Hausdorffmaß im Energieraum haben und die Anfangsbedingungen, bei denen dieses Verhalten eintritt, liegen dicht. 
2019 erhielt er den Clay Research Award mit Tristan Buckmaster und Vlad Vicol (die ebenfalls wichtige Vorarbeiten bei der Lösung der Onsager-Vermutung erbrachten). 2019 erhielt er eine Sloan Research Fellowship.

## Schriften (Auswahl)
- mit Tristan Buckmaster, Camillo De Lellis, Laszlo Székelyhidi: Anomalous dissipation for 1/5-Hölder Euler flows, Annals of Mathematics, Band 182, 2015, S. 127–172
- A proof of Onsager’s conjecture, Annals of Mathematics, Band 188, 2018, S. 871–963, Arxiv
- Hölder Continuous Euler Flows in Three Dimensions with Compact Support in Time, Annals of Mathematical Studies, Princeton UP 2017, Arxiv Preprint
- Nonuniqueness and existence of continuous, globally dissipative Euler flows, Arxiv 2017